# 雷阿西縣
雷阿西縣是印度的一個縣，位於該國北部，由查谟和克什米尔負責管轄，面積1,710平方公里，識字率為59.42%，2011年人口314,714，人口密度每平方公里184人。

## 外部連結
- Official Website of J&K Govt
- Official Website of Reasi 美國國會圖書館的存檔，存档日期2009-04-10
- Google Maps Reasi （页面存档备份，存于）
- List of places in Reasi

33°04′55″N 74°49′35″E / 33.0820°N 74.8265°E